# Miss Univers 1985
 (octobre 2015).
Miss Univers 1985, 34e édition du concours de Miss Univers a lieu le 15 juillet 1985, au James L. Knight Convention Center, à Miami, Floride, États-Unis. 
Deborah Carthy-Deu, Miss Porto Rico, âgée de 19 ans, remporte le prix.

## Résultats
| Classement final  | Candidates |
| ----------------- | --- |
| Miss Univers 1985 | - Porto Rico - Deborah Carthy-Deu |
| 1st runner-up     | - Espagne - Teresa Sánchez López |
| 2nd runner-up     | - Zaïre - Kayonga Benita Mureka Tete |
| 3rd runner-up     | - Venezuela - Silvia Martínez |
| 4th runner-up     | - Uruguay - Andrea López |
| Top 10            | - Irlande - Olivia Marie Tracey - Canada - Karen Elizabeth Tilley - Chili - Claudia van Sint Jan del Pedregal - USA - Laura Martínez-Herring - Brésil - Márcia Giagio Canavezes de Oliveira |

### Scores de la demi-finale
| \| Pays \| Moyenne préliminaire \| Interview \| Maillot de bain \| Robe du soir \| Moyenne de la demi-finale \| \| ---------- \| -------------------- \| ---------- \| --------------- \| ------------ \| ------------------------- \| \| Espagne \| 8.251 (1) \| 8.793 (1) \| 9.331 (1) \| 8.660 (6) \| 8.928 (1) \| \| Zaïre \| 7.710 (9) \| 8.648 (3) \| 8.705 (3) \| 8.983 (3) \| 8.778 (2) \| \| Venezuela \| 8.140 (2) \| 8.693 (2) \| 8.455 (5) \| 9.000 (2) \| 8.716 (3) \| \| Uruguay \| 7.824 (7) \| 8.560 (4) \| 8.805 (2) \| 8.730 (4) \| 8.698 (4) \| \| Porto Rico \| 8.035 (4) \| 8.365 (5) \| 8.536 (4) \| 9.057 (1) \| 8.652 (5) \| \| Irlande \| 7.904 (6) \| 7.708 (8) \| 8.325 (7) \| 8.668 (5) \| 8.233 (6) \| \| Canada \| 8.091 (3) \| 8.261 (6) \| 8.148 (8) \| 8.021 (10) \| 8.143 (7) \| \| Chili \| 7.732 (8) \| 7.737 (7) \| 8.326 (6) \| 8.232 (7) \| 8.098 (8) \| \| USA \| 8.016 (5) \| 7.650 (9) \| 7.538 (10) \| 8.164 (8) \| 7.784 (9) \| \| Brésil \| 7.592 (10) \| 7.161 (10) \| 7.658 (9) \| 8.042 (9) \| 7.620 (10) \| | Winner First Runner-up Second Runner-up Third Runner-up Fourth Runner-up Top 10 Semifinalist (#) Rank in each round of competition |            |                 |              |                           |
| Pays | Moyenne préliminaire | Interview  | Maillot de bain | Robe du soir | Moyenne de la demi-finale |
| Espagne | 8.251 (1) | 8.793 (1)  | 9.331 (1)       | 8.660 (6)    | 8.928 (1)                 |
| Zaïre | 7.710 (9) | 8.648 (3)  | 8.705 (3)       | 8.983 (3)    | 8.778 (2)                 |
| Venezuela | 8.140 (2) | 8.693 (2)  | 8.455 (5)       | 9.000 (2)    | 8.716 (3)                 |
| Uruguay | 7.824 (7) | 8.560 (4)  | 8.805 (2)       | 8.730 (4)    | 8.698 (4)                 |
| Porto Rico | 8.035 (4) | 8.365 (5)  | 8.536 (4)       | 9.057 (1)    | 8.652 (5)                 |
| Irlande | 7.904 (6) | 7.708 (8)  | 8.325 (7)       | 8.668 (5)    | 8.233 (6)                 |
| Canada | 8.091 (3) | 8.261 (6)  | 8.148 (8)       | 8.021 (10)   | 8.143 (7)                 |
| Chili | 7.732 (8) | 7.737 (7)  | 8.326 (6)       | 8.232 (7)    | 8.098 (8)                 |
| USA | 8.016 (5) | 7.650 (9)  | 7.538 (10)      | 8.164 (8)    | 7.784 (9)                 |
| Brésil | 7.592 (10) | 7.161 (10) | 7.658 (9)       | 8.042 (9)    | 7.620 (10)                |

## Prix spéciaux
| Prix                   | Candidates                                                                                         |
| ---------------------- | -------------------------------------------------------------------------------------------------- |
| Best National Costume  | - Colombie - Sandra Eugenia Borda Caldas - Espagne - Teresa Sánchez López - Israël - Hilla Kelmann |
| Miss Congeniality      | - Guam - Lucy Carbullido Montinola                                                                 |
| Miss Photogenic        | - Holland - Brigitte Bergman                                                                       |
| Most Followed by Media | - Salvador - Julia Haydee Mora                                                                     |

## Ordre d'annonce des finalistes
| 1. Irlande 2. Uruguay 3. Chili 4. Canada 5. Brésil 6. Porto Rico 7. Zaïre 8. États-Unis 9. Espagne 10. Venezuela | 1. Uruguay 2. Zaïre 3. Espagne 4. Porto Rico 5. Venezuela |

## Bande son
- Opening Number: "New Attitude" by Patti LaBelle (Cover version)

## Candidates
| - Argentine - Yanina Castaño - Australie - Elizabeth Rowly - Autriche - Martina Haiden - Bahamas - Cleopatra Adderly - Barbade - Elizabeth Wadman - Belgique - Anne van den Broeck - Belize - Jennifer Woods - Bermudes - Jannell Nadra Ford - Bolivie - Gabriela Orozco - Brésil - Márcia Giagio Canavezes de Oliveira - Îles Vierges britanniques - Jennifer Leonora Penn - Canada - Karen Elizabeth Tilley - Îles Caïmans - Emily Hurston - Chili - Claudia van Sint Jan del Pedregal - Colombie - Sandra Eugenia Borda Caldas - Îles Cook - Essie Apolonia Mokotupu - Costa Rica - Rosibel Chacón Pereira - Curaçao - Sheida Weber - Chypre - Andri Andreou - Danemark - Susan Rasmussen - Dominique - Margaret Rose Cools Lartigue - République dominicaine - Melba Vicens Bello - Équateur - María Elena Stangl - Salvador - Julia Haydee Mora - Angleterre - Helen Westlake - Finlande - Marja Kinnunen - France - Suzanne Iskandar - Gambie - Batura Jallow - Allemagne - Stefanie Angelika Roth - Gibraltar - Karina Hollands - Grèce - Sabina Damianidis - Guam - Lucy Carbollido Montinola - Guatemala - Perla Elizabeth Prera Frunwirth - Haïti - Arielle Jeanty - Pays-Bas - Brigitte Bergman - Honduras - Diana Margarita García - Hong Kong - Shallin Tse Ming - Islande - Hana Bryndis Jonsdóttir - Inde - Sonia Wallia - Irlande - Olivia Marie Tracey | - Israël - Hilla Kelmann - Italie - Anne Beatrice Popi - Japon - Hatsumi Furusawa - Corée du Sud - Choi Young Ok - Liban - Joyce Sahab - Luxembourg - Gabrielle Chiarini - Malaisie - Agnes Chin Lai Hong - Malte - Fiona Micallef - Mexique - Yolanda de la Cruz - Nouvelle-Zélande - Claire Glenister - Îles Mariannes du Nord - Antoinette Marie Flores - Norvège - Karen Margrethe Moe - Panama - Janette Iveth Vásquez Sanjur - Papouasie-Nouvelle-Guinée - Carmel Vagi - Paraguay - Beverly Ocampo - Pérou - María Gracia Galleno - Philippines - Joyce Ann Burton - Pologne - Katarzyna Zawidzka - Portugal - Alexandra Gomes - Porto Rico - Deborah Carthy-Deu - La Réunion - Dominique de Lort Serignan - Écosse - Jacqueline Hendrie - Sénégal - Chantal Loubelo - Singapour - Lyana Chiok - Espagne - Teresa Sánchez López - Sri Lanka - Ramani Liz Bartholomeusz - Suède - Carina Marklund - Tahiti - Hinarii Kilian - Thaïlande - Tarntip Pongsuk - Trinidad & Tobago - Brenda Joy Fahey - Turks & Caicos - Miriam Coralita Adams - Uruguay - Andrea López - États-Unis - Laura Martínez-Herring - Îles Vierges des États-Unis - Mudite Alda Henderson - Venezuela - Silvia Cristina Martínez Stapulionis - Pays de Galles - Barbara Christian - Western Samoa - Tracy Mihaljevich - Yougoslavie - Dinka Delić - Zaïre - Kayonga Benita Mureka Tete |

## Crossovers

### Miss World
- Miss World 1984: Gibraltar, Ireland (6th Runner Up), Tahiti, Turks & Caicos and Yugoslavia
- Miss World 1985: Barbados, Belgium, Bermuda, Cayman Islands, Finland, Holland, Norway, Poland (semi-finalist) and Zaire (semi-finalist)

### Miss International
- Miss International 1983: Holland (semi-finalist)
- Miss International 1984: Belgium
- Miss International 1985: Austria, Denmark, Germany, Guatemala, Northern Marianas and Poland (semi-finalist)